# 高橋勝之
高橋 勝之（たかはし かつゆき、1904年8月15日 - 1986年6月8日）は、日本のジャーナリスト、翻訳家。

## 略歴
高知市出身。1927年早稲田大学第二高等学院ロシア文科卒。筆名・里見三吉。日本共産党、新日本文学会に属し、マルクス主義について執筆・翻訳を行った。

## 著書
- 『レーニンと文化』（新日本新書） 1970

### 共編
- 『社会主義への前進 各国共産党の新しい綱領』（村田陽一共編、合同出版社） 1957

## 翻訳
- 『蒙古と青海』（ニコライ・プルジェヴァリスキー、田村秀文, 谷耕平共訳、生活社） 1940、のち原書房
- 『文学・芸術と共産主義 ソ同盟共産党二〇回大会後の新しい発展』（共訳、新日本出版社） 1957
- 『共産主義への移行 フルシチョフ論文集』（村田陽一共編訳、合同出版社） 1958
- 『フルシチョフと語る 11人の記者の対談記』（共訳、新日本出版社） 1958
- 『あばかれた秘密 国際帝国主義の謀略』（ウェ・エヌ・ミナーエフ、新日本出版社） 1961
- 『カストロ演説集』（新日本出版社） 1965
- 『太陽将軍 めざめるハイチ』（ジ・エス・アレクシ、里見三吉訳、新日本出版社、世界革命文学選） 1965
- 『文化・文学・芸術論』（レーニン、蔵原惟人共編訳、大月書店） 1969
- 『レーニンについて』（エヌ・カ・クルプスカヤ、新日本出版社） 1970
- 『パリ・コミューン』（ア・イ・モロク編、大月書店） 1971
- 『スペイン革命の諸問題』（サンティアゴ・カリーリョ, イグナシオ・ガリェゴ、編訳、新日本選書） 1972
- 『青年同盟の任務』（レーニン、青木文庫） 1973
- 『民主主義スペインへの道』（サンティアゴ・カリリョ、編訳、大月書店） 1975
- 『世界短編名作選 ロシア編』（草鹿外吉, 山村房次共編、新日本出版社） 1976
- 『世界短編名作選 イタリア編』（大久保昭男, 山崎功共編集、新日本出版社） 1977
- 『カール・マルクス』（レーニン、新日本文庫） 1979
- 『世界短編名作選 東欧編』（直野敦, 吉上昭三共編集、新日本出版社） 1979
- 『「ユーロコミュニズム」と国家』（サンティアゴ・カリリョ、深沢安博共訳、合同出版） 1979
- 『マルクス主義の三つの源泉と三つの構成部分』（レーニン、大沼作人共訳、新日本出版社） 1999

## 論文
- <高橋勝之